# Lisa Blount
Lisa S. Blount (Fayetteville, 1 de julho de 1957 — Little Rock, 25 de outubro de 2010) foi uma atriz de cinema e televisão norte-americana.
Lise ficou conhecida por interpretar o papel de Lynette Pomeroy em An Officer and a Gentleman (1982), atuação que lhe valeu indicação ao Globo de Ouro. Em 2001 ganhou o Oscar, na categoria curta-metragem, pelo filme "The Accountant". 
Era casada com o ator e diretor Ray McKinnon e na quarta-feira, dia 27 de outubro de 2010, foi encontrada morta em sua casa. A perícia estimou a morte como sendo no dia 25 de outubro. Segundo a família, ela sofria de uma doença crônica há 17 anos, e esta doença foi a causadora de sua morte.